# عبد الرحمن الدخيل (لاعب كرة قدم مواليد 1996)

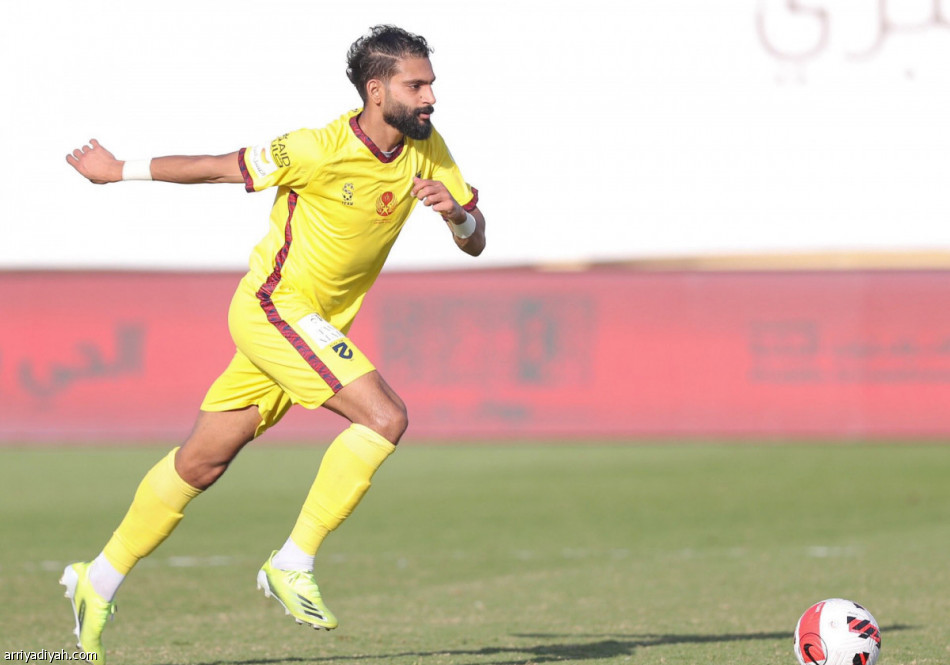

عبد الرحمن الدخيل لاعب كرة قدم سعودي، يلعب في خط الدفاع في نادي الحزم.

## مسيرة اللاعب
كانت بداياته مع النادي العربي وانتقل إلى نادي الحزم وفي عام 2017 وأعير إلى نادي التقدم في عام 2019 وفي 2020 عاد إلى نادي الحزم ليمثله في دوري محمد بن سلمان